# نقره‌ای‌تبرها
نقره‌ای‌تبرها (نام علمی: Argyropelecus) نام یک سرده از تیره تبرماهیان ژرفزی است.